# Gewone zakspons
De gewone zakspons of wimperkalkspons (Sycon ciliatum) is een sponssoort in de taxonomische indeling van de kalksponzen (Calcarea). De spons leeft in de zee en zijn parenchym bestaat uit calciumcarbonaat. De spons behoort tot het geslacht Sycon en behoort tot de familie Sycettidae. De wetenschappelijke naam van de soort werd voor het eerst geldig gepubliceerd in 1780 door Johann Christian Fabricius als Spongia ciliata.

## Beschrijving
De gewone zakspons is een langgerekte buisvormige kalkspons met een opvallend 'kruintje' die uit relatief lange, uit kalk opgebouwde skeletnaalden (spiculae) is opgebouwd. Kan tot circa 5 cm lang worden met een diameter van iets meer dan een halve centimeter. Is helder wit soms iets gelig van kleur.

## Verspreiding
De gewone zakspons komt voor langs de noord-oostelijke Atlantische kusten tot aan Gibraltar. Langs de Nederlands kusten komt deze soort algemeen voor in de Noordzee en Zeeland (Oosterschelde en Grevelingenmeer) alsook in de Waddenzee. Leeft op hard substraten in de getijdenzone tot enkele meters diep, maar kan ook op wieren voorkomen. Kleine individuen zijn ook in dieper water aanwezig.